# Megachile longuisetosa
Megachile longuisetosa là một loài Hymenoptera trong họ Megachilidae. Loài này được Gonzalez & Griswold mô tả khoa học năm 2007.